# سانی (فیلم ۱۹۴۱)
سانی (انگلیسی: Sunny) فیلمی در ژانر موزیکال به کارگردانی هربرت ویلکاکس است که در سال ۱۹۴۱ منتشر شد.